# Львівський обласний клінічний перинатальний центр
Комунальне некомерційне підприємство Львівської обласної ради Львівський обласний клінічний перинатальний центр, скорочена назва — Львівський перинатальний центр (кол. Львівський міський пологовий будинок № 2, також відомий за народною назвою «Пологовий на Батальній») — медичний заклад, що спеціалізується на наданні медичних послуг в галузі акушерства та гінекології, неонатології, репродуктивного здоров'я тощо, зокрема на:
- спостереженні вагітності;
- наданні медичної допомоги у разі виникнення ускладнень під час вагітності;
- збереженні вагітності;
- проведенні фізіологічних пологів;
- проведенні кесарських розтинів;
- знеболенні під час фізіологічних пологів та кесарських розтинів;
- спостереженні за породіллями та малюками у післяпологовому періоді;
- наданні медичної допомоги у разі виникнення ускладнень у післяпологовому періоді;
- діагностиці внутрішньоутробних захворювань у новонароджених;
- догляді та лікуванні передчасно народжених дітей;
- діагностиці та лікуванні гінекологічних патологій;
- діагностиці методом кардіотокографії.

## Історія
У 1984 році розпочалося будівництво пологового будинку № 2 м. Львова на тодішній вулиці Батальній. За основу проєкту будівлі було взято типову центральну районну лікарню.
Першим виконувачем обов'язків головного лікаря було призначено тодішнього головного міського акушер-гінеколога Вільшанецького Романа Теодоровича.
Колектив майбутнього 2-го міського пологового будинку розпочали формувати ще наприкінці 1984 року.
1 квітня 1986 року Міський клінічний пологовий будинок (МКПБ) № 2 розпочав свою роботу. Перші пологи в новому пологовому будинку відбулися того ж дня, пологи були передчасними. Їх прийняла завідувачка пологовим відділенням Булатовська Джульєта Олександрівна.
Серед фахівців, котрі складали колектив 2-го Міського клінічного пологового будинку були провідні фахівці:
- Крижанівська Людмила Вікторівна — начмед;
- Морозович Калина Романівна — завідувачка відділення обсервації;
- Вільшанецький Роман Теодорович — завідувач відділення патології вагітності;
- Пономарьова Людмила Григорівна — завідувачка відділення новонароджених;
- Перцович Василь Миколайович — завідувач відділення реанімації, анестезіології та інтенсивної терапії;
- Гера Орест Іванович (пізніше завідувач відділення гінекології).

Головним лікарем після відкриття було призначено лікаря акушер-гінеколога Дорошенка Володимира Федоровича, який на той час закінчив клінічну ординатуру на базі обласного онкодиспансеру.
Загалом лікарський склад становили доволі молоді лікарі, середній вік яких був 25—28 років. Середній медперсонал в основному набирався з випускників медучилищ. Першою головною медсестрою було призначено Самбір Віру Іванівну.
У 1987 році Міський клінічний пологовий будинок № 2 став базою для кафедри акушерства та гінекології факультету післядипломної освіти Львівського медичного інституту. Завідувачем кафедри на той час був професор Созанський Олександр Мирославович, який обіймав цю посаду у 1977—2000 роках. Доцентами кафедри на той час були Фогел Павло Йосипович, Чолка Віталій Антонович, Циснецький Вячеслав Васильович, Селепей Ярослав Дмитрович.
У цьому ж році на базі Міського клінічного пологового будинку № 2 розпочала свою діяльність філія Львівського державного науково-дослідного інституту педіатрії акушерства та гінекології та спадкової патології, а професора Созанського було призначено завідувачем цієї філії.
Перші лапароскопічні операції було проведено співробітниками саме цього інституту, які в свою чергу передали свій досвід лікарям нашого центру. Гінекологічні відділення стали потужними центрами лапароскопічної хірургії.
У 1986—2000 роках в структурі установи працювали жіночі консультації 2-ї, 4-ї та 5-ї міських поліклінік, а також консультаційний центр «Шлюб і сім'я». Це давало можливість на високому рівні надавати медичну допомогу вагітним та породіллям в ракурсі «первинна ланка (жіноча консультація) — вторинна ланка (стаціонар)», а також сприяло професійному росту лікарів за рахунок системи ротації лікарів між відділеннями стаціонару та жіночими консультаціями.
У 1992 році Міський клінічний пологовий будинок № 2 було реорганізовано у Львівський регіональний перинатальний центр. Цього ж року було підписано угоду про співпрацю та обмін досвідом між перинатальним центром та Університетською клінікою Мілард Філмор ґоспіталс (м. Баффоло, штат Нью-Йорк). Угода була підписана в межах міждержавної програми медичної співпраці Державного департаменту США та Міністерства охорони здоров'я України, терміном на десять років, до 2002 року. Координатором програми з українського боку був Мацюра Роман Ярославович.
У 1992 року згідно наказу Облздороввідділу перинатальний центр був зобов'язаний надавати медичну допомогу вагітним, породіллям з передчасними пологами та недоношеним новонародженим дітям. Для реалізації цієї задачі у жовтні 1993 року було введено в експлуатацію перше на теренах Західної України та друге в Україні відділення реанімації новонароджених, завідувачкою якого було призначено Куновську Ларису Михайлівну.
Того ж 1992 року керівництво та колектив Львівського регіонального перинатального центру почали активно працювати над ідеєю створення палат спільного перебування матері та дитини. Ця ідея знайшла велику підтримку з боку Обласного відділу охорони здоров'я, зокрема головного акушер-гінеколога Попіля Івана Івановича (згодом — головного лікаря Перинатального центру у 1996—2000 роках). Через суб'єктивні причини та опір з боку тодішньої пострадянської системи санепідеміологічної служби перша спроба створення палат спільного перебування матері та дитини була заблокована. Цікаво, що згодом такі палати масово почали створюватися в інших родопоміжних закладах України.
У 1994 році перинатальний центр став базою для кафедри педіатрії та неонатології, завідувачем якої був Коржинський Юрій Степанович, що дало вагомий внесок у розвиток Перинатального центру за рахунок впровадження новітніх методик лікування та виходжування недоношених дітей.
Перинатальний центр першим в Україні започаткував практику раннього прикладання до грудей. Саме тут грудному вигодовуванню почала надаватися особлива увага.

Індивідуальна палата ЛОКПЦ

У листопаді-грудні 1994 року за ініціативи агенції США з міжнародного розвитку після підписання відповідної угоди лікар-неонатолог Шлемкевич Ольга Любомирівна та лікар акушер-гінеколог Лехновська Тамара Анатоліївна проходили стажування в одній з клінік м. Сан-Дієго, штат Каліфорнія. Згодом ці лікарі передавали отриманий досвід своїм колегам з Перинатального центру та інших закладів м. Львова та Львівської області.
Після першої реконструкції у липні 2000 — червні 2001 року у Львівському перинатальному центрі було започатковано практику проведення партнерських пологів. Головним лікарем установи на цей час була Янів Лариса Богданівна.
У жовтні 2013 року згідно державної програми створення нових та реконструкції вже існуючих перинатальних центрів в Україні Львівський перинатальний центр було зачинено на реконструкцію та ремонт. Реконструкція затягнулася на невизначений термін і була призупинена через брак фінансування. Проте завдяки твердій позиції трудового колективу, за сприяння органів місцевої влади та державним коштам 20 квітня 2018 року було урочисто відкрито Львівський обласний клінічний перинатальний центр. Участь у відкритті брав 5-й Президент України Петро Порошенко.
Загалом перинатальний центр у Львові у різні часи відвідували багато представників вищого керівництва держави, зокрема міністр охорони здоров'я СРСР Євген Чазов, міністри охорони здоров'я України Юрій Спіженко, Раїса Богатирьова, Олександр Квіташвілі, прем'єр-міністр України Володимир Гройсман.
Після реконструкції центру на посаду в.о. директора було призначено головного акушер-гінеколога ДОЗ ЛОДА Потапова Ігоря Андрійовича.
З квітня 2019 року по лютий 2020 року на посаді в.о. директора була Бойчук Олександра Григорівна.
У лютому 2020 року після перемоги в конкурсах на заміщення вакантної посади директора Львівського обласного клінічного перинатального центру його очолила Марія Малачинська.

## Структура
Адміністрація та організаційно-методичний відділ
Лікувальне відділення
- Акушерська служба;
- Відділення патології вагітності;
- Пологове відділення;
- Післяпологове відділення;
- Відділення анестезіології та інтенсивної терапії.

Неонатологічна служба
- Відділення спільного перебування матері та дитини;
- Відділення інтенсивної терапії новонароджених.

Академія батьківства
- Школа відповідального батьківства;
- Школа грудного вигодовування.

Гінекологічна служба
- Відділення репродуктивного здоров'я та планування сім'ї

## Пологове відділення
13 індивідуальних пологових залів та 2 операційні, які оснащені найновішою апаратурою.
Стіни операційних мають унікальне антибактеріальне покриття, власну систему вентиляції та є повністю герметичними.

## Західно-український центр підтримки лактації та грудного вигодовування

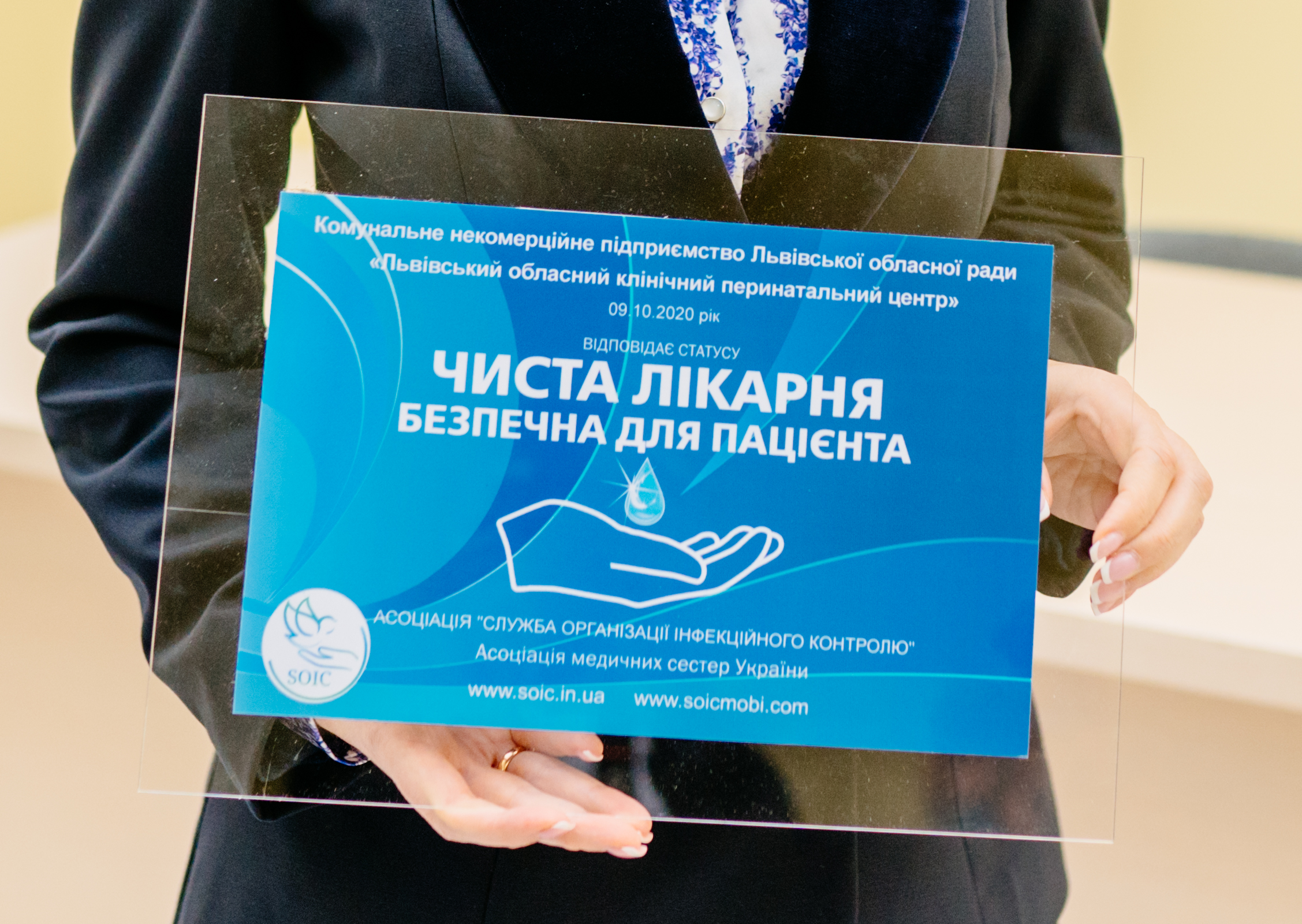

На базі Львівського перинатального центру з 1998 р., за наказом МОЗ України розпочав свою роботу Західно-український центр підтримки лактації та грудного вигодовування. Основним завдаванням центру було впровадження Ініціативи ВООЗ/ЮНІСЕФ «Лікарня, доброзичлива до дитини» (ЛДД) в лікувально-профілактичних закладах охорони здоров'я матері та дитини Західної України. Згодом, з 2006 р. Центр набув статусу регіонального, і продовжив діяльність щодо впровадження Ініціативи ЛДД, підтримки грудного вигодовування на теренах Львівської області. Завдяки активній діяльності Центру Львівська область посідала одне з перших місць в Україні по кількості закладів, що мали статус «Лікарня, доброзичлива до дитини». У Центрі проводились регулярні щотижневі заняття з питань грудного вигодовування для вагітних жінок Перинатального центру, проводилась підготовка подружніх пар до партнерських пологів. Консультанти з грудного вигодовування Центру надавали кваліфіковану консультативну допомогу породіллям.

## Акредитація та сертифікація
- Вища акредитаційна категорія;
- Сертифікат на систему управління якістю ISO 9001:2015, отриманий 25 червня 2020 року КНП Львівської обласної ради «Львівський обласний клінічний перинатальний центр» за результатами сертифікаційного аудиту, що проводився Органом з сертифікації ДП «Тернопільстандартметрологія»[5].
- 12 жовтня 2020 року одинадцять відділень Львівського перинатального центру отримали статус «Чиста лікарня безпечна для пацієнта» від Асоціації «Служба організації інфекційного контролю» та Асоціації медичних сестер України[6].
- Програма медгарантій: договори з НСЗУ з фінансування медпослуг.